# Leder Games
Leder Games — компания по разработке настольных игр, принадлежащая Патрику Ледеру и базирующаяся в Сент-Поле, штат Миннесота, США. Она наиболее известна благодаря изданию асимметричных игр, таких как «Корни» и «Обет» авторства Коула Верля. Настольные игры, выпущенные компанией, обычно иллюстрирует художник Кайл Феррин.

## История
Leder Games основал Патрик Ледер в 2014 году. Ледер с 2001 года занимался дизайном настольных игр в свободное от работы время, получил степени по английскому языку и психологии в Университете Хэмлайн, а в 2016 году уволился с должности программиста баз данных в колледже Макалестер, чтобы работать над своей компанией.

## Бизнес-модель
Leder Games полагается на платформу Kickstarter как на инструмент финансирования и маркетинга. Компания фокусируется на выпуске малого количества больших игр, чтобы создавать у игроков предвкушение, а не выпускать большое количество игр каждый год. В отличие от многих компаний, производящих настольные игры, компания не нанимает работников со стороны, а формирует команду из постоянных высокооплачиваемых сотрудников.

## Игры
В оригинале названия игр Leder Games всегда состоят из четырех букв.
Vast (2015)
В 2015 году компания выпустила свою первую игру — Vast: The Crystal Caverns. В игре рыцарь пытается убить дракона в пещере, при этом игроки могут играть за дракона, рыцаря, армию гоблинов, вора или саму пещеру. Это была первая игра компании, которая профинансировали с помощью Kickstarter. Изначально компания просила 40 000 долларов, но в итоге собрала 150 000 долларов. Второе издание игры собрало на платформе 500 000 долларов.
За оригинальной игрой последовали Vast: The Mysterious Manor, Vast: The Fearsome Foes и Vast: Haunted Hallways.
«Корни» (Root, 2018)
В 2018 году компания выпустила игру «Корни: Игра о борьбе за власть и справедливость в лесу», первую игру, разработанную Верлем. За ней последовали пять основных расширения:
- Корни: Речное братство (2018)
- Корни: Подземный мир (2020)
- Корни: Механизмы (2020)
- Корни: Мародеры (2022)
- Корни: Родина (2025)

Видеоигра, созданная Dire Wolf Digital, вышла в 2020 году, а ролевая игра, основанная на оригинальной игре, — в 2021-м. Patrick Leder’s Path, настольная игра с открытым миром, действие которой происходит в той же вселенной, что и Root, была в разработке в декабре 2022 года.
«Обет» (Oath, 2020)
«Обет: Хроники завоеваний и изгнаний» — игра о поколениях борьбы за власть, которую Коул Верль разрабатывал с 2018 года, а Leder Games выпустила в 2020 году. В 2022 году Верль объявил, что Leder Games разрабатывает расширение для игры.
«Форт» (Fort, 2021)
Разработанная Грантом Родиком, «Форт» — это игра в жанре deck-building, в которой дети соревнуются в строительстве лучшего форта. Она была переосмыслена из игры SPQF 2018 года, изданной компанией Родика Hyperbole Games, в которой изначально изображалось царство лесных животных, вдохновленное Древним Римом.
Игра была номинирована на премию SXSW Gaming Awards 2021 года в категории «Настольная игра года».
«Ахой» (Ahoy, 2022)
Настольная игра на пиратскую тематику, разработанная Грегом Лоринг-Олбрайтом, «Ахой» включает в себя четыре отдельные фракции, две из которых сражаются за контроль над расширяющейся картой океана, а остальные набирают очки, собирая и доставляя грузы.
«Предел» (Arcs, 2024)
«Предел» — тематическая космическая опера с квази-4X кампанией, разработанная Верлем, в которой игроки соревнуются в восстановлении умирающей империи. В процессе разработки основное внимание уделялось быстрым играм, каждая из которых процедурно генерирует следующую, создавая дугу из трех актов, в которых стартовый баланс симметричен, но со временем расходится.
За первые пять часов кампания на Kickstarter заработала более $532 000. Ожидалось, что игра будет доставлена подписчикам в декабре 2023 года, а затем появится и розничная версия.